# Barco auxiliar de desembarco

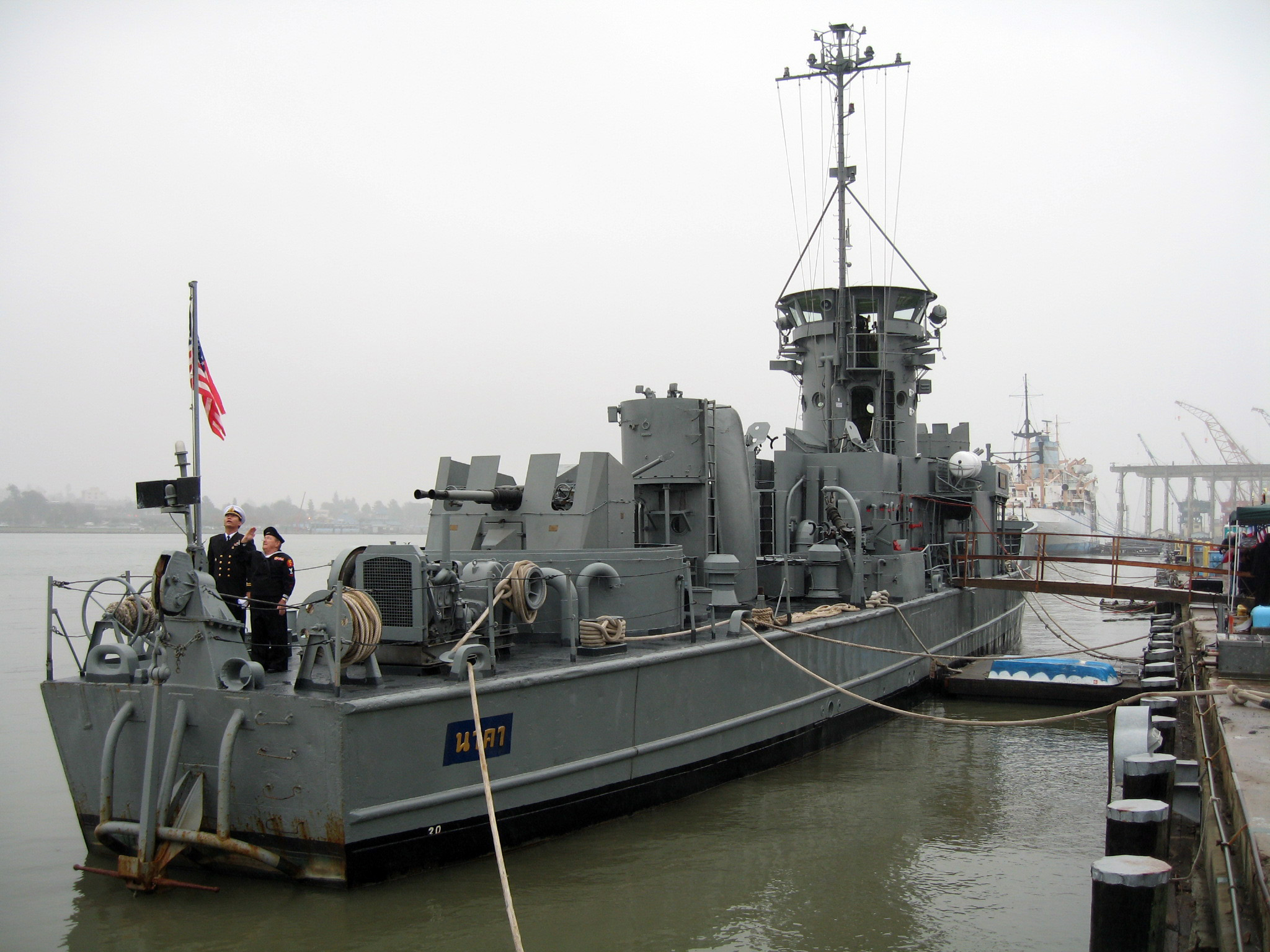
Ex-LCS (L)-102.

El Barco auxiliar de desembarco fue un Buque de asalto anfibio utilizado por la US Navy en la Segunda Guerra Mundial para la lucha en el Océano Pacífico. Su principal función era la de brindar apoyo cercano antes de que desembarcaran las tropas en las playas. También contaban con radares y disparaban desde su posición. Su apodo era el de "terribles enanos".

## Diseño y manufactura
Se construyeron un total de 130 barcos de este tipo en 3 distintas fábricas: la de Lawley & Sons, Commercial Iron Works y en Albina Engine Works.
Contaban con 48.3 metros de longitud, desplazaban 254 toneladas y un ancho de 7.1 metros.

## Operaciones
Este tipo de embarcaciones vieron actividad durante múltiples batallas de la Segunda Guerra Mundial, como la Batalla de Tarawa, la Batalla de Iwo Jima, la Batalla de Okinawa, la Campaña de Borneo y la Batalla de Balikpapan de 1945.

## Después de la guerra
Al finalizar la Segunda Guerra, los barcos sobrevivientes regresaron a los Estados Unidos, donde algunos fueron restaurados para volver a la acción en la Guerra de Corea. Muchos otros fueron transferidos a Japón, Francia, Grecia y otros países.
Al día de hoy sólo se conoce la existencia de dos barcos de este tipo: el primero ha sido modificado en gran medida y funge como barco pesquero, mientras que el segundo se encuentra en Tailandia y aún conserva mucho de su estado original.